# Steropleurus innocentii
Steropleurus innocentii är en insektsart som först beskrevs av Pierre Adrien Prosper Finot och E. Bonnet 1885.  Steropleurus innocentii ingår i släktet Steropleurus och familjen vårtbitare.

## Underarter
Arten delas in i följande underarter:
- S. i. innocentii
- S. i. lobatus